# 케이준
케이준(영어: Cajun, 프랑스어: Cadiens)은 "아카디아"의 형용사형 "아카디안"의 와전으로, 지역으로는 캐나다 노바스코샤주와 뉴브런즈윅주 그리고 프린스에드워드 아일랜드 주를 일컬으며 사람으로는 아카디아에서 살던 프랑스계 사람을 말한다. 아카디아의 프랑스계 주민은 프렌치-인디언 전쟁 중 영국 국왕에 대한 충성표명을 거부하여 강제 추방되었고 프랑스 식민지에서 스페인령이 된 루이지애나에 흩어져 이주하였다. 루이지애나주 뉴올리언즈에 정착한 집단이 잘 알려져 있다. 1990년도 조사에 따르면 케이준 인구는 루이지애나주에 43만 명, 미국 전체에 60만 명이 있다고 한다.

## 문화
주위로부터 고립된 공동체에 살며 현재도 케이준 프랑스어라는 프랑스어계 언어를 쓴다. 이 말은 프랑스어 아카디아 방언을 기반으로 하고 인디언 말과 스페인어, 영어 낱말이 섞여 있다.

## 음식
패스트푸드와 외국 이민이 들여온 요리문화에 크게 의존하여 자국 요리전통이 부실한 미국에서 케이준 요리의 비중은 크고 유명하다. 음식에는 양파, 셀러리, 쌀을 많이 쓰며, 대표적인 것에 채소와 닭고기·햄을 넣고 볶음밥처럼 만든 잠발라야(jambalaya), 채소와 고기를 넣고 스튜처럼 끓인 검보(gumbo), 민물가재 꼬리에 케이준스파이스로 튀김옷을 입혀서 바삭하게 튀긴 케이준팝콘(cajun popcorn) 등이 있고, 패스트푸드용으로 케이준 스파이스를 넣고 조리한 케이준 치킨샐러드, 케이준 새우샐러드, 케이준 치킨핑거 등이 있다.

## 같이 보기
- 아카디아 퇴거
- 프랑스계 미국인
- 프랑스계 캐나다인
- 루이지애나 대학교 라피엣